# جبهة الاکراد
جبهه‌الاکراد (به عربی:جبهة الأکراد) از گروه‌های گریلایی کُرد درگیر در جنگ داخلی سوریه است.
جبهة الاکراد در برخی عملیات‌هایی که در مناطق دارای جمعیت کردنشین یا مناطق چند نژاده بودند، حاضر شده‌است. مانند محله‌های شیخ مقصود و اشرفیه در حلب، عفرین، ناحیه شهبا و شمال شهرستان رقه.

## ایدئولوژی
در مصاحبه با فرمانده گروه حاجی احمد کوردی در آوریل ۲۰۱۴، وی اظهار داشت که جبهه الاکراد «بخشی از پروژهٔ سوریه دموکراتیک» است. هدف گروه این است که دموکراسی پلورالیسم را در سوریه برقرار کند، جایی که هرکس بتواند آزادانه زندگی کند و افراد از ادیان مختلف بتوانند در کنار هم زندگی کنند و حقوق اساسی تمام افراد تضمین شود.

## تشکیل
جبهه‌الاکراد در سال ۲۰۱۳ در بحبوحه جنگ داخلی سوریه برای مقابله با اقدامات داعش و ارتش سوریه تشکیل شد. این نیرو متشکل از کردها، اعراب سوریه و ترکمانان می‌باشد.
واحدهای این گروه بیشتر در استان حلب مشغول عملیات می‌باشند.
و به‌طور کلی جبهه‌الاکراد وظیفه محافظت از کردهای شهر حلب را به عهده دارد.
جبهه‌الاکراد هم‌پیمان حزب اتحاد دموکراتیک است. جبهه‌الاکراد در آغاز زیر نظر ارتش آزاد سوریه فعالیت می‌کرد ولی رفته رفته از آن فاصله گرفت.

## رهبری
علاء جبو که این گروه را در سال ۲۰۱۳ بنیان نهاده بود در سال ۱۹۷۶ در روستای قره‌گوز استان حلب به دنیا آمد. او در بهمن ۱۳۹۲ /۲۰۱۴ به خاطر بمباران محله اشرفیه شهر حلب، توسط نیروهای ارتش سوریه کشته شد. پس از او «حاجی احمد کردی» رهبری گروه را برعهده گرفته‌است.

## عملیات‌ها
جبهة الاکراد در برخی عملیات‌هایی که در مناطق دارای جمعیت کردنشین یا مناطق چند نژاده بودند، حاضر شده‌است. مانند محله‌های شیخ مقصود و اشرفیه در حلب، عفرین، ناحیه شهبا و شمال شهرستان رقه.
گفته می‌شود که واحدهایی از این گروه در پاکسازی شهر اعزاز از عناصر داعش دست داشته‌اند.

## منایع
1. 1 2  «کشته شدن فرماندهٔ جبهةالاکراد سوریه و 3 همراه وی در حلب». کردپرس. ۲۹ بهمن ۱۳۹۲. بایگانی‌شده از اصلی در ۶ مارس ۲۰۱۴. دریافت‌شده در ۶ مارس ۲۰۱۴.
2. 1 2 3  «گروه‌های جهادی، ارتش آزاد سوریه را به کنترل خود درآورده‌اند». کردپرس. ۲۷ مرداد ۱۳۹۲. بایگانی‌شده از اصلی در ۶ مارس ۲۰۱۴. دریافت‌شده در ۶ مارس ۲۰۱۴.
3. 1 2 3  «جبو فرمانده کل جبهه‌الاکراد جان خود را از دست داد». فرات‌نیوز. ۱۸ فوریه ۲۰۱۴. بایگانی‌شده از اصلی در ۶ مارس ۲۰۱۴. دریافت‌شده در ۶ مارس ۲۰۱۴.
4. ↑  «پیام مسعود بارزانی به کردهای سوریه». پایگاه خبری جمهوری اسلامی ایران. 28\05\1392. بایگانی‌شده از اصلی در ۶ مارس ۲۰۱۴. دریافت‌شده در ۶ مارس ۲۰۱۴. تاریخ وارد شده در |تاریخ= را بررسی کنید (کمک)
5. 1 2  Genevieve Casagrande (22 November 2016). "THE ROAD TO AR-RAQQAH: BACKGROUND ON THE SYRIAN DEMOCRATIC FORCES" (PDF). Institute for the Study of War.
6. ↑  Bahoz Deniz (20 April 2014). "Interview with Syrian Kurdish Jabhat al-Akrad Commander". Firat News Agency.
7. ↑  «دو هدف نیروهای افراطی در حمله به کردهای سوریه». بی‌تاوان. مرداد ۱۴, ۱۳۹۲. بایگانی‌شده از اصلی در ۶ مارس ۲۰۱۴. دریافت‌شده در ۶ مارس ۲۰۱۴.
8. ↑  «جبهه‌الاکراد عملیات نظامی خود علیه گروه تبهکار داعش را آغاز کرد». فرات‌نیوز. ۵ مارس ۲۰۱۴. بایگانی‌شده از اصلی در ۶ مارس ۲۰۱۴. دریافت‌شده در ۶ مارس ۲۰۱۴.
9. 1 2  «سخنگوی نظامی یک گروه کرد در سوریه: ارتش آزاد سوریه ضعیف شده‌است». ایرنا. ۲۰ آبان ۱۳۹۲. بایگانی‌شده از اصلی در ۶ مارس ۲۰۱۴. دریافت‌شده در ۶ مارس ۲۰۱۴.
10. ↑  «تداوم درگیری‌های جبهه الاکراد با داعش». کردپرس. ۱۴ اسفند ۱۳۹۲. دریافت‌شده در ۶ مارس ۲۰۱۴.
11. 1 2  Goksedef, Ece (27 Jul 2013). "War in Syria inspires Kurdish unity" (به انگلیسی). aljazeera. Retrieved 6 March 2014.
12. ↑  «جبهه‌الکراد با همکاری برخی از گروه‌های اپوزیسیون سوری عزاز را آزاد کرد». فرات‌نیوز. ۱ مارس ۲۰۱۴. بایگانی‌شده از اصلی در ۶ مارس ۲۰۱۴. دریافت‌شده در ۶ مارس ۲۰۱۴.
13. ↑  «آغاز عملیات نظامی جبهه‌الکراد علیه گروه تبهکار «داعش»». فرات‌نیوز. ۱۳ فوریه ۲۰۱۴. بایگانی‌شده از اصلی در ۶ مارس ۲۰۱۴. دریافت‌شده در ۶ مارس ۲۰۱۴.
14. ↑  «خروج داعش از شهر عزاز سوریه». کردپرس. ۱۰ اسفند ۱۳۹۲. دریافت‌شده در ۶ مارس ۲۰۱۴.